# Rāmāyaṇa II: ''Ayodhyākāṇḍa''

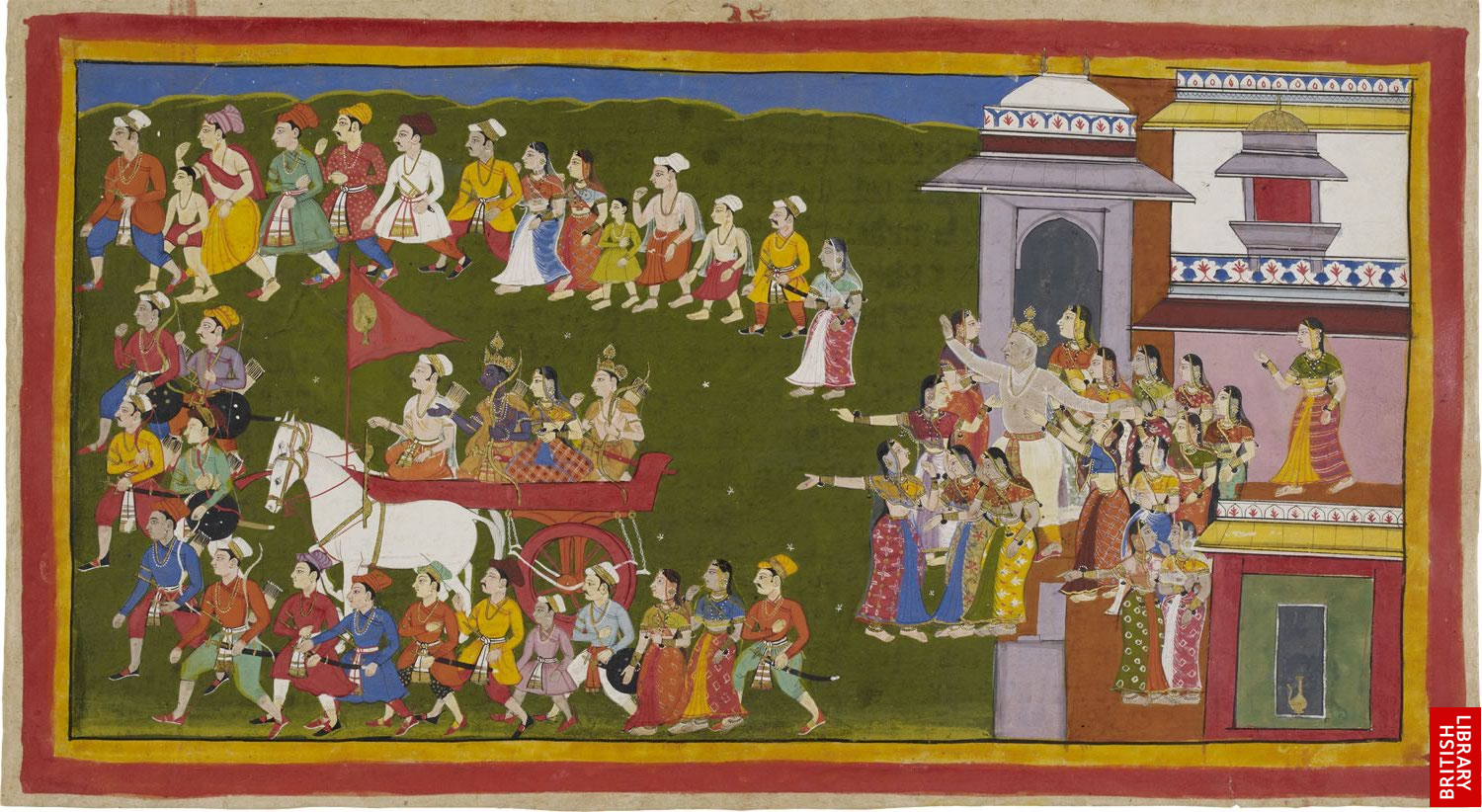
Rāma, Sītā e Lakṣmaṇa, esiliati, lasciano Ayodhyā per raggiungere la foresta di Daṇḍaka (non databile).

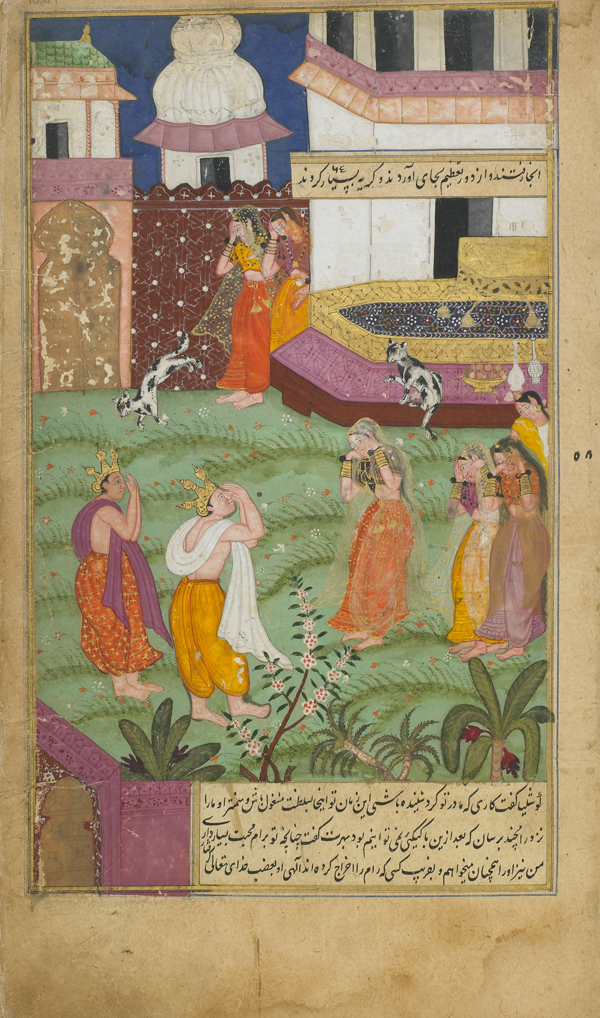
Bharata e Śatrughna consolano la madre di Rāma, Kauśalyā durante il rito funebre per il re Daśaratha (XVI-XVII secolo).

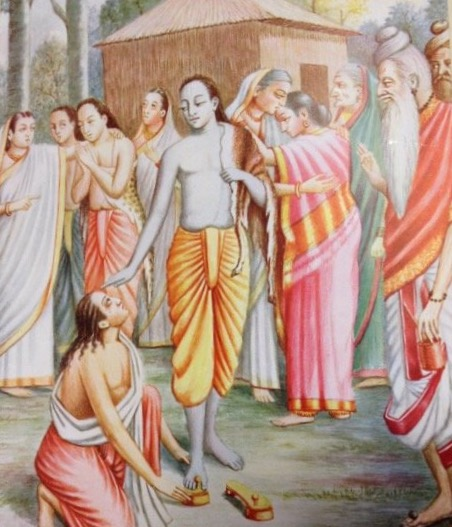
Bharata chiede a Rāma i suoi sandali da porre sul trono di Ayodhyā in attesa del suo ritorno (XX secolo).

Ayodhyākāṇḍa è il secondo libro del poema epico Rāmāyaṇa.

## Contenuti
Il re Daśaratha decide di affidare la cura del proprio regno al valoroso primogenito ed erede al trono (yuvarāja) Rāma e per questa ragione convoca una rājasabhā, un consiglio reale che approva. Avvertito da un sogno premonitore il re decide di investire il figlio Rāma del delicato compito la mattina dopo prima quindi che gli altri due figli, Bharata e Śatrughna, siano rientrati da una visita allo zio materno, re del Kekaya, Yudhājit.
Il re Daśaratha organizza la cerimonia mentre Rāma e la futura regina Sītā si preparano con gli opportuni digiuni e riti di purificazione e di adorazione. Ma Kaikeyī, seconda moglie del re e madre di Bharata, su suggerimento della propria serva, la malvagia e gobba Mantharā, si presenta dal re ricordandogli la solenne antica promessa, di due doni. Il primo dono chiesto da Kaikeyī consiste nel far salire al trono suo figlio Bharata a scapito di Rāma, primogenito e legittimo pretendente al trono. Il secondo, e più grave, è quello di mandare Rāma in esilio nella foresta Daṇḍaka per quattordici anni.
Daśaratha cerca inutilmente di far desistere Kaikeyī dalle sue ingiuste richieste, ma la regina rimane inamovibile e al re non rimane che convocare Rāma per comunicargli le sue gravi decisioni.
Rāma impassibile accetta il suo misterioso destino (daiva) e si risolve a partire per la foresta dopo aver consolato la madre Kauśalyā e aver chiesto alla moglie Sītā di rimanere a corte, ma sia Sītā che Lakṣmaṇa lo implorano di poterlo seguire. Rāma accorda all'amato fratello e all'amata moglie la possibilità di condividere il suo stesso destino.
La partenza è drammatica, l'intero popolo vorrebbe impedire l'esilio del principe, lo stesso re, consapevole del dramma che ha causato è affranto. Rāma e Sītā donano tutti i loro averi ai poveri e ai brahmani. Attraversata la Gaṅgā, raggiungonoo l'eremo di Bharadvāja che, dopo averli accolti, gli indica di prendere rifugio sulla collina di Citrakūṭa.
Giunti alla collina, i tre esiliati vi erigono nei boschi un eremo, la località è frequentata da diversi  Ṛṣi e la vita trascorre tranquilla.
Ad Ayodhyā il re Daśaratha è affranto. Kauśalyā, immersa nel dolore per la lontananza dell'amato figlio, rimprovera il re per l'accaduto e questi, amareggiato, gli confida che in un lontano passato mentre era a caccia presso il fiume Sarayū, avendo sentito un rumore e avendo pensato che a causarlo fosse stato un elefante, aveva scoccato una freccia che invece colpì un giovane asceta mentre raccoglieva con una brocca dell'acqua per gli anziani genitori ciechi. Morto il figlio, e privi di sostentamento, i genitori dell'asceta decisero di darsi fuoco nella pira funebre apprestata per il giovane, maledicendo, prima di entrare nelle fiamme, il re, augurandogli di morire di dolore per la lontananza di un figlio.
Quella stessa notte il re Daśaratha muore e ora il regno di Ayodhyā non ha più un re. Avvertiti della morte del padre, Bharata e Śatrughna fanno ritorno ad Ayodhyā. Kaikeyī racconta al figlio Bharata il suo impegno per farlo ascendere al trono ma viene da questi duramente rimproverata. Bharata giunge a disconoscerla come madre, considerandola alla stregua dell'assassina del padre re. Quindi Bharata si reca da Kauśalyā e la convince della propria estraneità al complotto perpetrato contro Rāma. Trascorrono quattordici giorni e per ben due volte Bharata rifiuta gli inviti degli anziani di Ayodhyā a salire sul trono, infine decide di organizzare il rientro di Rāma recandosi da lui personalmente accompagnato da Śatrughna, dalle tre regine, dalla corte e dall'esercito.
Lakṣmaṇa osserva dall'alto della collina di Citrakūṭa l'avanzare del corteo guidato da Bharata preso dalla rabbia avverte Rāma, il quale lo calma mostrando di sapere le reali intenzioni del fratello minore Bharata. I fratelli si incontrano presso l'eremo di Rāma e lì Bharata lo implora più volte a salire sul trono di Ayodhyā. Rāma rifiuta sempre richiamando tutti all'ineluttabilità del destino (kṛta antaḥ):
itaḥ ca itarataḥ ca enam kṛta antaḥ parikarṣati»
(Rāmāyaṇa, II, 105, 15)
L'importante, spiega Rāma, è il rispetto della volontà del re Daśaratha. Bharata allora chiede al fratello Rāma di consegnargli i sandali che egli porrà sul trono di Ayodhyā in attesa del ritorno del legittimo re. Rientrato ad Ayodhyā, Bharata si stabilisce non più a corte ma a Nandigrāma dichiarando in modo solenne che il regno appartiene solo a Rāma.
Nel frattempo la collina di Citrakūṭa viene infestata da una comunità di rākṣasa , Rāma l'abbandona recandosi nell'eremo di Atri.
Qui termina lo Ayodhyākāṇḍa.